# Font de l'Àngel
La Font de l'Àngel és una obra d'Olot (Garrotxa) protegida com a bé cultural d'interès local.

## Descripció
Font barroca comparable a monuments del tipus de l'Obelisc barroc barceloní. De dimensions modestes, consta de dos tubs. Té un cos central més o menys quadrat sobre el que trobem un altre cos més allargat -com una mena de columna-. És molt semblant a la font del Conill. Va ser reformada el 1892.

## Història
Entre la segona meitat del segle xvii i el XVIII es realitzaren diverses fonts: la font del Conill, restaurada el 1900, i la font de l'Àngel, restaurada el 1892. Totes dues són de dimensions molt petites.